# 原田親種
原田 親種（はらだ ちかたね）は、戦国時代の武将。原田氏（大蔵氏嫡流）。原田隆種の四男。下総守。五郎左衛門。
弘治3年（1557年）、本木道哲の策略により兄種門（たねかど）・繁種（しげたね）が謀反の罪を着せられ、岐志の南林寺で討死したのち、家督を継ぐ。
永禄8年（1565年）秋、立花鑑載の謀反に加勢したが、鑑載が敗れたため逃亡。（攻撃され高良山に立て篭もった際、臼杵鑑速の小姓吉野八郎が親種の寵童染川十郎を篭絡し親種を討たせたとの説もあるが、同名の宝珠山原田氏・親種のことであろう）。
永禄11年（1568年）、再び鑑載が叛旗を翻した際、父原田隆種は、鑑載討伐へ出立した臼杵鎮続の留守を狙って柑子岳城を攻略。親種自身は鑑載の援護に駆けつけた毛利勢に加わり大友勢と戦ったが、敵わず高祖山城へ向けて敗走。追撃する大友勢を原田親秀の手勢とともに生の松原で迎え撃った（第1次生の松原合戦）。このとき親種の嫡男秀種（ひでたね）は戦死した。
この後も原田氏と臼杵氏の抗争は続き、元亀3年1月28日、後任の城代臼杵鎮氏が平等寺を詣でた際、攻めて自刃させた（第2次池田川原合戦）。
天正2年（1574年）4月1日、大友宗麟は池田川原合戦の件で高祖山城に抗議の使者を送り、父原田了栄（隆種）の首を要求した。勝機のないことを悟った親種は櫓へ駆け上がり大友の使者を呼ぶと、腹を切り裂き「我が首を大友に渡せ」と叫ぶや、髷を掴み自らの首を斬って投げ落とした。十余名の郎党も即座に追い腹を斬ったという。
この前年、親種は龍造寺隆信に降っており、その関係を指摘されたため自害した可能性がある。